# 班程农
班程农（1953年7月—），男，布依族，贵州长顺人，中华人民共和国政治人物，曾任贵州省经济和信息化委员会主任、党组副书记，中共贵州省委国防工业工委副书记（兼），贵州省政协副主席。